# Concours international de piano de Cleveland
Le Concours international de piano de Cleveland (en anglais : Cleveland International Piano Competition) a lieu tous les deux ans à Cleveland aux États-Unis. Le premier concours qui a eu lieu en 1975 et les neuf autres qui ont suivi, étaient sponsorisés par la Robert Casadesus Society et l'Institut de musique de Cleveland (en) pour honorer la mémoire du pianiste français Robert Casadesus. Ensuite le concours s'est appelé le Casadesus International Piano Competition. En 1994, une nouvelle organisation a été créée: la Piano International Association of Northern Ohio (PIANO). 
Le premier concours avec le nouveau nom de “Cleveland” a eu lieu en août 1995. La finale du concours 2001 s'est déroulée au Severance Hall (en) avec le Cleveland Competition Orchestra conduit par Jahja Ling (en). Le succès de cette initiative a conduit à des négociations en 2003 avec la Musical Arts Association et s'est traduit par l'engagement du Cleveland Orchestra pour jouer pour les quatre finalistes au Severance Hall.
Le Concours international de piano de Cleveland fait partie de la Fédération mondiale des concours internationaux de musique.

## Palmarès «Adultes»
En 2019, le premier prix est doté de 75 000 dollars, ce qui en fait le concours de piano le mieux doté au monde.
Désormais, Il est devancé par le Concours international Tchaïkovski doté pour le 1er prix de 130 000 dollars.
| Année | Premier                                  | Second                             | Troisième                                 | Quatrième                      | Cinquième                                  | Sixième                                       |
| ----- | ---------------------------------------- | ---------------------------------- | ----------------------------------------- | ------------------------------ | ------------------------------------------ | --------------------------------------------- |
| 2024  | Zijian Wei Chine                         | Evren Ozel États-Unis              | Maxim Lando États-Unis                    | Giuseppe Guarrera Italie       |                                            |                                               |
| 2021  | Martín García García (en) Espagne        | Lovre Marušić Croatie              | Byeol Kim Corée du Sud                    | Yedam Kim Corée du Sud         |                                            |                                               |
| 2016  | Nikita Mndoyants Russie                  | Leonardo Colafelice Italie         | Dinara Klinton Ukraine                    | Georgy Tchaidze Russie         |                                            |                                               |
| 2013  | Stanislav Khristenko Russie              | Arseny Tarasevich-Nikolaev Russie  | François Dumont France                    | Jiayan Sun Chine               |                                            |                                               |
| 2011  | Alexander Schimpf Allemagne              | Alexey Chernov Russie              | Eric Zuber États-Unis                     | Kyu Yeon Kim Corée du Sud      |                                            |                                               |
| 2009  | Martina Filjak Croatie                   | Dmitri Levkovich Canada            | William Youn Corée du Sud                 | Evgeny Brakhman Russie         |                                            |                                               |
| 2007  | Alexander Ghindin Russie                 | Yaron Kohlberg Israël              | Alexandre Moutouzkine Russie              | Ran Dank Israël                |                                            |                                               |
| 2005  | Chu-Fang Huang Chine                     | Sergey Kuznetsov Russie            | Stanislav Khristenko Russie               | Spencer Myer États-Unis        |                                            |                                               |
| 2003  | Kotaro Fukuma Japon                      | Soyeon Lee Corée du Sud            | Konstantin Soukhovetski Russie            | Andrius Zlabys Lituanie        |                                            |                                               |
| 2001  | Roberto Plano Italie                     | Minsoo Sohn Corée du Sud           | Özgür Aydin Turquie                       | Gilles Vonsattel Suisse        |                                            |                                               |
| 1999  | Antonio Pompa-Baldi Italie               | Vassily Primakov Russie            | Shoko Inoue Japon                         | Sean Botkin États-Unis         |                                            |                                               |
| 1997  | Per Tengstrand Suède                     | Gulnora Alimova Ouzbékistan        | Ning An Chine                             | Dror Biran Israël              |                                            |                                               |
| 1995  | Margarita Shevchenko Russie              | Marina Lomazov Ukraine- États-Unis | Dmitri Teterin Russie                     | Giampaolo Stuani Italie        |                                            |                                               |
| 1993  | Amir Katz Israël                         | Non attribué                       | Seizo Azuma Japon et Yuko Nakamichi Japon | Katsunori Ishii Japon          |                                            |                                               |
| 1991  | Ilya Itin Russie                         | Anders Martinson États-Unis        | Markus Pawlik Allemagne                   | Jean-François Bouvery France   | Timothy Bozarth États-Unis                 | Hsin-Bei Lee Taïwan                           |
| 1989  | Sergei Babayan Arménie- Union soviétique | Nicholas Angelich États-Unis       | Megumi Kaneko Japon                       | Pascal Godart France           | François Chaplin France                    | Eglé Januleviciuté Lituanie- Union soviétique |
| 1987  | Thierry Huillet France                   | Asaf Zohar Israël                  | Jonathan Bass États-Unis                  | Beatrice Hsin-Chen Long Taïwan | Takayuki Ito Japon                         | Hiroko Atsumi Japon                           |
| 1985  | Daejin Kim Corée du Sud                  | Benedetto Lupo Italie              | Hélène Jeanney France                     | Neil Rutman États-Unis         | Yves Henry France                          | Dan-Wen Wei Chine                             |
| 1983  | Youngshin An Corée du Sud                | Mayumi Kameda Japon                | Stéphane Lemelin Canada                   | Roy Kogan États-Unis           | Dimitry Cogan États-Unis- Union soviétique | Silke-Thora Matthies Allemagne de l'Ouest     |
| 1981  | Philippe Bianconi France                 | Dan Riddle États-Unis              | Rémy Loumbrozo France                     | Roy Kogan États-Unis           | Timothy Smith États-Unis                   | Michael Boriskin États-Unis                   |
| 1979  | Edward Newman États-Unis                 | Jean-Yves Thibaudet France         | Angela Hewitt Canada                      | Frederick Blum États-Unis      | Peter Vinograde États-Unis                 | Douglas Weeks États-Unis                      |
| 1977  | Nathalie Béra-Tagrine France             | Barry Salwen États-Unis            | Douglas Montgomery États-Unis             | Laura Silverman États-Unis     | Géry Moutier France                        | Sandra Shuler États-Unis                      |
| 1975  | John Owings États-Unis                   | Julian Martin États-Unis           | John Patrick Millow France                | Roe Van Boskirk États-Unis     | Katsurako Mikami Japon                     | Paweł Chęciński Pologne                       |

## Palmarès «Jeunes artistes»
| Année | Premier             | Second             | Troisième          |
| ----- | ------------------- | ------------------ | ------------------ |
| 2023  | Elisey Mysin Russie | Qinyaoyao Ji Chine | Zhonghua Wei Chine |

| Année | Premier                  | Second           | Troisième        |
| ----- | ------------------------ | ---------------- | ---------------- |
| 2023  | Saehyun Kim Corée du Sud | Yanyan Bao Chine | Ryan Wang Canada |